# Международная конференция марксистско-ленинских партий и организаций (ходжаистская)
Междунаро́дная конфере́нция маркси́стско-ле́нинских па́ртий и организа́ций (исп. Conferencia Internacional de Partidos y Organizaciones Marxista-Leninistas, CIPOML) — международная неправительственная коммунистическая организация. Образована в 1994 году в Кито, Эквадор. Представляет собой свободное объединение коммунистических партий на основе марксистско-ленинской идеологии ходжаистского толка. Имеет крайне малую численность, выступает с критикой «ревизионизма» и маоизма. Печатным органом организации является газета «Единство и борьба» (исп. Unidad y Lucha).

## Участники

### Члены
| Континент         | Страна                   | Партия                                                                             | Название партии на языке оригинала                                                                  |
| ----------------- | ------------------------ | ---------------------------------------------------------------------------------- | --------------------------------------------------------------------------------------------------- |
| Африка            | Бенин                    | Коммунистическая партия Бенина                                                     | фр. Parti Communiste du Bénin                                                                       |
| Африка            | Буркина-Фасо             | Вольтийская революционная коммунистическая партия                                  | фр. Parti communiste révolutionnaire voltaïque                                                      |
| Африка            | Кот-д'Ивуар              | Революционная коммунистическая партия Кот-д’Ивуара                                 | фр. Parti Communiste Révolutionnaire de Côte d'Ivoire                                               |
| Африка            | Марокко                  | Демократический путь                                                               | фр. La Voie Démocratique                                                                            |
| Африка            | Тунис                    | Партия рабочих Туниса                                                              | араб. حزب العمال‎; фр. Parti des travailleurs                                                        |
| Азия              | Бангладеш                | Коммунистическая партия Бангладеш (марксистско-ленинская)                          | |
| Азия              | Индия                    | Революционная демократия                                                           | англ. Revolutionary Democracy Organization                                                          |
| Азия              | Иран                     | Трудовая партия Ирана                                                              | перс. حزب کار ایران‎                                                                                 |
| Азия              | Пакистан                 | Рабочий фронт Пакистана                                                            | урду پاکستان مزدور محاذ‎                                                                             |
| Азия              | Турция                   | Партия труда                                                                       | тур. Emek Partisi                                                                                   |
| Европа            | Албания                  | Коммунистическая партия Албании                                                    | алб. Partia Komuniste e Shqipërisë                                                                  |
| Европа            | Дания                    | Рабочая партия коммунистов                                                         | дат. Arbejderpartiet Kommunisterne                                                                  |
| Европа            | Франция                  | Коммунистическая партия рабочих Франции                                            | фр. Parti communiste des ouvriers de France                                                         |
| Европа            | Германия                 | Организация по созданию Коммунистической рабочей партии Германии (Рабочее будущее) | нем. Organisation für den Aufbau einer Kommunistischen Arbeiterpartei Deutschlands – Arbeit Zukunft |
| Европа            | Греция                   | Движение за реорганизацию Коммунистической партии Греции 1918-1955                 | греч. Κίνηση για την Ανασύνταξη του ΚΚΕ 1918–1955                                                   |
| Европа            | Италия                   | Коммунистическая платформа                                                         | итал. Piattaforma Comunista                                                                         |
| Европа            | Норвегия                 | Марксистско-ленинская группа «Революция»                                           | норв. ML-Gruppa Revolusjon                                                                          |
| Европа            | Испания                  | Коммунистическая партия Испании (марксистско–ленинская)                            | исп. Partido Comunista de España (marxista–leninista                                                |
| Латинская Америка | Бразилия                 | Революционная коммунистическая партия                                              | порт. Partido Comunista Revolucionário                                                              |
| Латинская Америка | Чили                     | Революционная коммунистическая партия                                              | исп. Partido Comunista Revolucionario de Chile                                                      |
| Латинская Америка | Колумбия                 | Коммунистическая партия Колумбии (марксистско-ленинская)                           | исп. Partido Comunista de Colombia (Marxista–Leninista)                                             |
| Латинская Америка | Мексика                  | Коммунистическая партия Мексики (марксистско-ленинская)                            | исп. Partido Comunista de México (Marxista–Leninista)                                               |
| Латинская Америка | Доминиканская республика | Коммунистическая партия труда                                                      | исп. Partido Comunista del Trabajo                                                                  |
| Латинская Америка | Эквадор                  | Марксистско-ленинская коммунистическая партия Эквадора                             | исп. Partido Comunista Marxista–Leninista del Ecuador                                               |
| Латинская Америка | Венесуэла                | Марксистско-ленинская коммунистическая партия Венесуэлы                            | исп. Partido Comunista Marxista–Leninista de Venezuela                                              |
| Латинская Америка | Перу                     | Перуанская коммунистическая партия (марксистско-ленинская)                         | исп. Partido Comunista Peruano (Marxista–Leninista)                                                 |

### Наблюдатели
- Американская партия труда (англ. American Party of Labor)
- Марксистско-ленинистская коммунистическая партия Уругвая (исп. Partido Comunista Marxista–Leninista de Uruguay)
- Революционный союз труда Сербии (серб. Револуционарни савез рада Србије)

### Бывшие участники
- Коммунистическая партия Германии (Красный рассвет) — исключена в 2008 году
- Красный флаг (партия) — исключена в 2005 году
- Круг Ленина — распущена в 2008 году
- Организация Коммунистической партии пролетариата Италии — распущена в 2008 году
- Чилийская коммунистическая партия (Пролетарское действие) — покинула в 2010 году